# 鹿島臨海鐵道6000型柴聯車
鹿島臨海鐵道6000型柴聯車（日语：／ Kashima Rinkai Tetsudō 6000-gata Kidōsha）是鹿島臨海鐵道大洗路島線使用的柴聯車。6000系是為因應大洗鹿島線開業而在1985年至1993年間製造的新型車輛，其製造總數為19輛；而本型車則以該線開始營運的1985年（昭和60年）作為車輛型號的名稱。

## 規格與構造
本型車的車頭與車尾皆有設置駕駛室，車體使用碳鋼製造；而6000系的車輛長度與寬度分別為20.5和2.925公尺，屬於和日本國鐵的柴聯車相同大小的大型車輛。車體以猩紅色作為塗裝，並搭配象徵著鹿島灘浪花的白色條紋，窗框周圍則採用炭灰色；而該塗裝風格也同樣用於鹿島臨海鐵道在同時期向國鐵購入的2000型柴聯車（原國鐵KiHa20系柴聯車）。車體側面設有兩道安裝甲踏板的自動門，以便對應司機進行一人控制的狀態。車門的寬度為因應尖峰時段的通勤人潮而擴大至1.1公尺，比傳統的柴油車還寬。
車廂內的色調考量到車體外部的塗裝而統一使用棕色，並且為提升維護綠和乘客搭乘的舒適度，因此車內並沒有使用任何塗裝。座椅為兼顧通勤、通學的乘客與觀光客的需求，因此採用半對向式的座椅。而車體側面的各窗戶使用兩面相連的大型窗戶，且為提升空調系統的循環效果，因此設計成上半部可固定、下半部則可滑動的窗戶。

## 使用
由於本型車因車體老化導致故障頻傳，因此自2016年便逐漸被鹿島臨海鐵道引進的新型車輛鹿島臨海鐵道8000型柴聯車取代。截至2024年4月，鹿島臨海鐵道6000型柴聯車僅剩7輛車仍在運轉。